# Norra berget

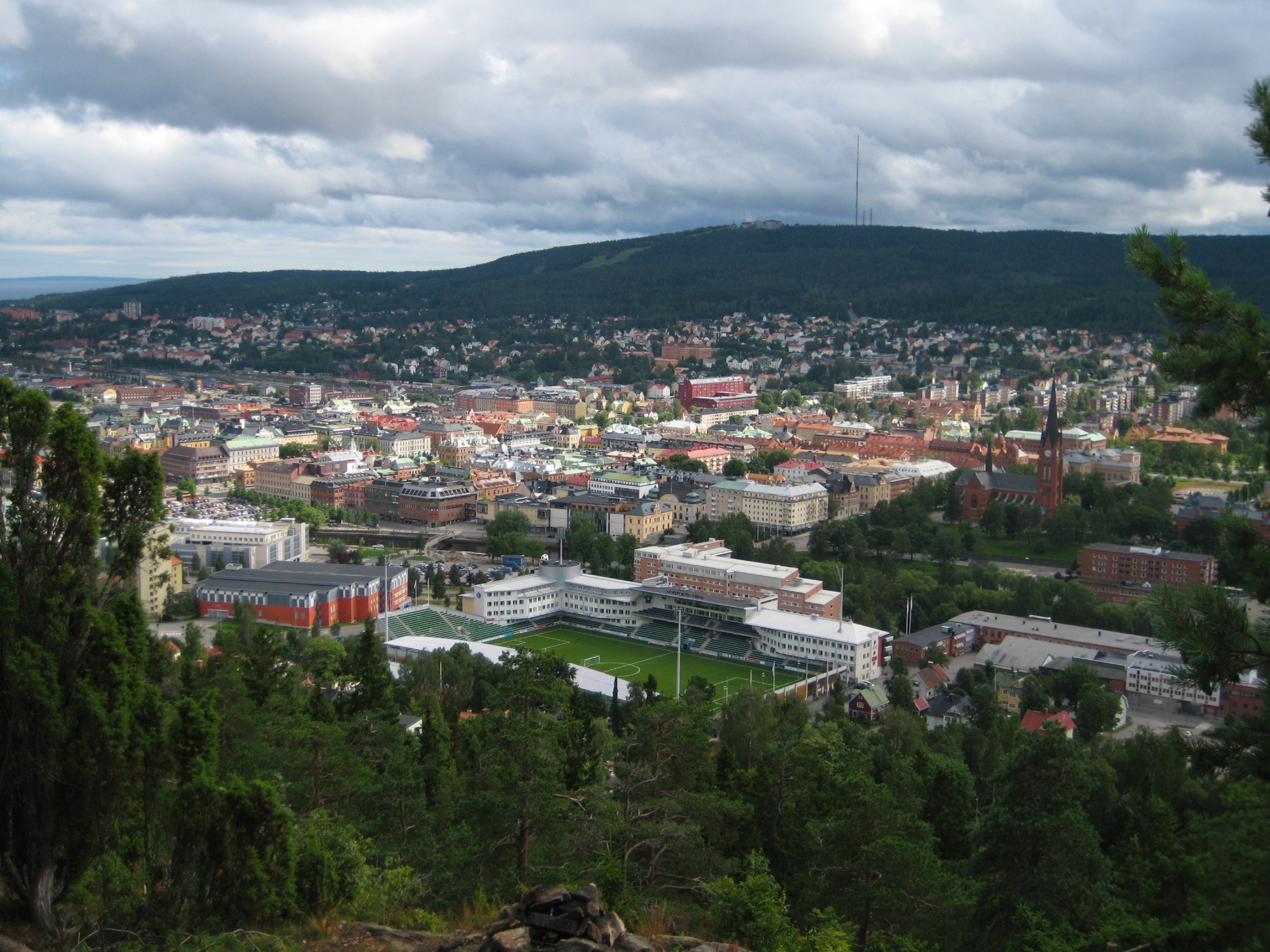
Utsikt över Sundsvalls stadskärna från Norra stadsberget.

Norra berget (även kallat Norra stadsberget) är ett friluftsmuseum i Sundsvall. Friluftsmuseet är beläget på Norra stadsberget 1,5 kilometers promenadväg eller 2,5 kilometers bilväg nordväst om Sundsvalls stadscentrum - Stenstan. Friluftsmuseet består av ett 40-tal kulturhistoriska byggnader från olika delar av Medelpad. Här finns även ett utsiktstorn, fäbodvall, Hantverks- och sjöfartsmuseum med den uppstoppade Skvadern, en populär lekplats, butiker, vandrarhem, kafé, restaurang och grillplatser.
Sundsvalls museum driver Norra bergets friluftmuseum sedan 2010 och har här bland annat museipedagogisk verksamhet inkluderande djur, fäbodstintor på sommaren, berättarkvällar, föreläsningar, historievandringar etc. Tillsammans med ett flertal föreningar ordnas olika evenemang som julmarknad, valborgsfirande och midsommarfirande. Friluftsmuseet och det omgivande Norra Stadsbergets naturreservat är ett populärt strövområde med stigar och rastplatser. Utsiktsplatsen med sitt utsiktstorn bjuder på en vy över Sundsvalls stenstad och hamninlopp.

## Norra stadsberget
Friluftsmuseet är beläget på Norra stadsberget, som är ett berg norr om Sundsvalls centrum. Norra stadsbergets högsta naturliga punkt mäter 166,04 meter över havet. Norra stadsberget är naturreservat sedan 2015.

## Utsiktstornet Glasspinnen

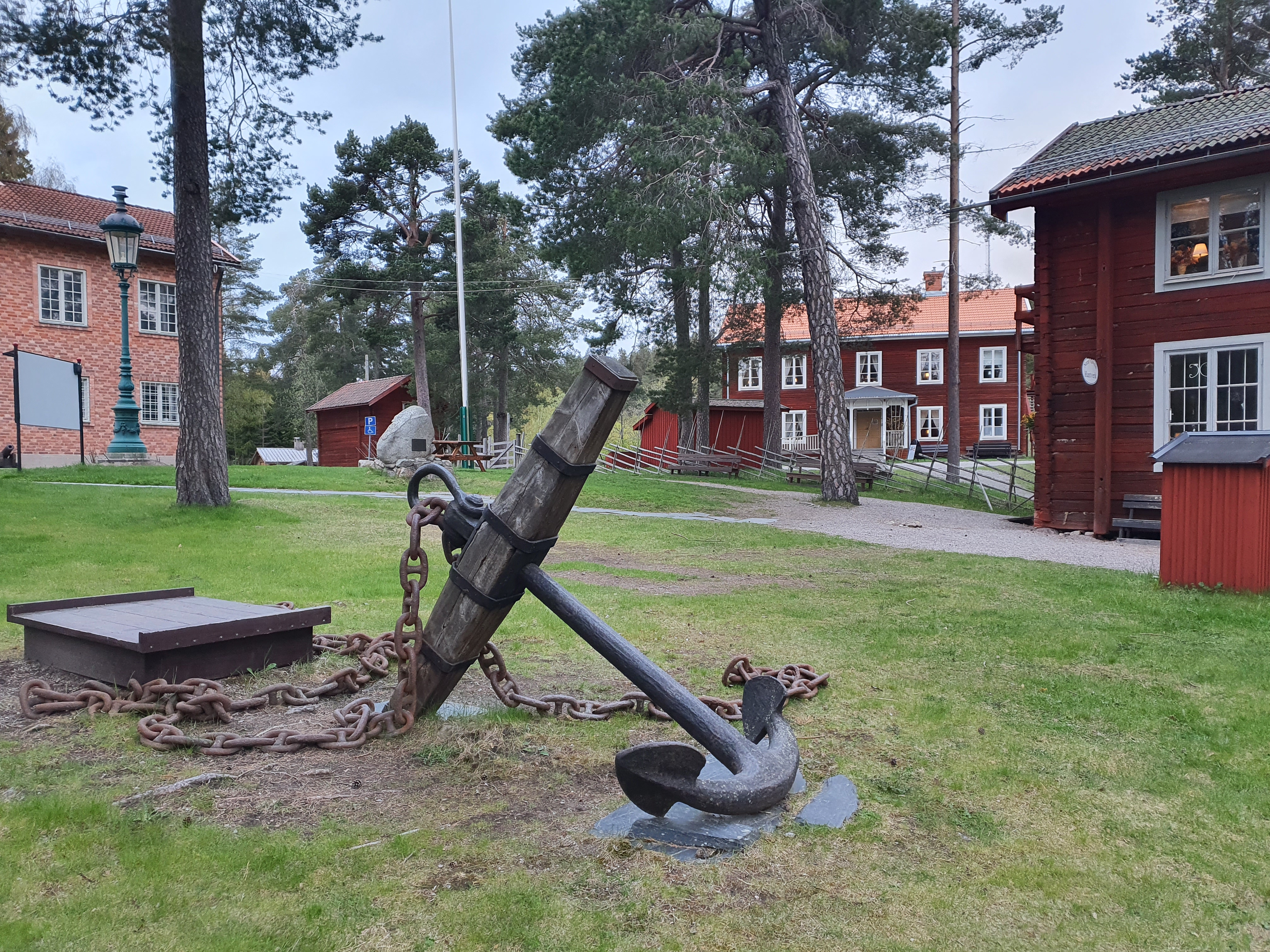
Närbild av ett ankare i centrum av Norra stadsberget.

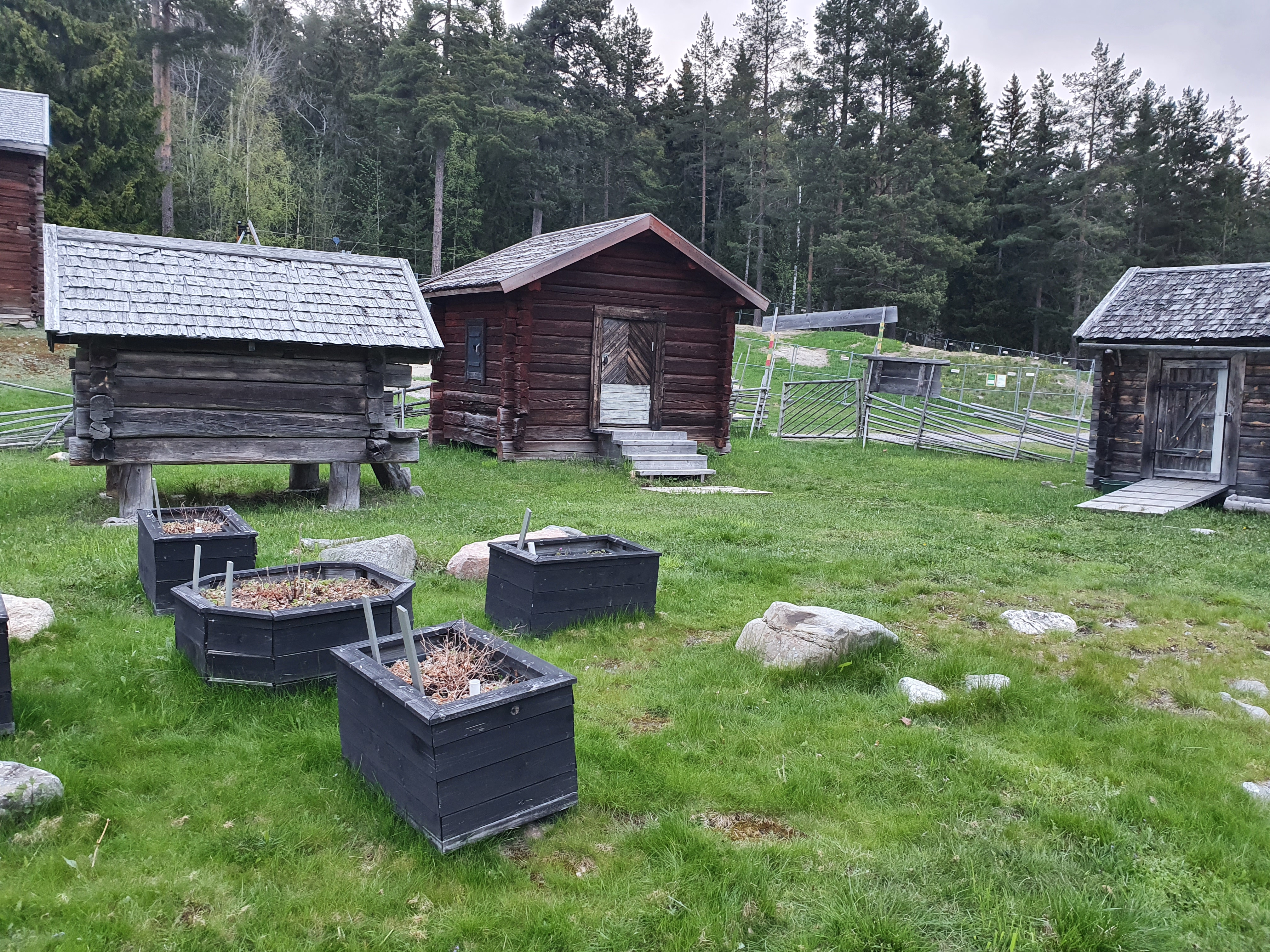
Norrgården på Norra stadsberget.

Utsiktstornet är 22 meter högt och bjuder på en utsikt över det ursprungliga Sundsvalls stad, från Sundsvallsbukten och Kubikenborg i väster, till Södra berget och Sidsjön i söder och Nacksta i väster. Glasspinnen byggdes 1954 och är ritad av dåvarande stadsarkitekt Hans Schlyter (1910-80) i funkisstil. Av säkerhetsskäl hålls tornet stängt vintertid. Utsiktstornet föregicks av ett äldre trätorn från 1897. Inför första advent har Sundsvalls kommun de senaste åren klätt tornet med lampor så att det ser ut som ett gigantiskt adventsljus som lyser över stadskärnan.

## Friluftsmuseum
I friluftsmuseet finns nära ett 40-tal kulturhistoriska byggnader, ditflyttade från hela Medelpad, och annat som minner om hur folk levde i det gamla bondesamhället innan jordbrukets mekanisering. Byggnaderna kommer från många tidsperioder, där den äldsta - Kyrkladan från Haverö socken som fram till 1645 var del i Norge - är från år 1310. Kyrkladan är bygg med ringdraget virke, det vill säga som formats genom yxhugg efter måttning med ett ringmått, och visar märken av provskjutna jaktvapen. Andra exempel på gamla byggnader är Bredsjöstugan (mangårdsbyggnad från Bredsjöns finnmarker i Ljustorps socken, uppförd enligt uppgift 1752) och Gullgårdsstugan (uppförd i Gullgård, Torps socken, 1844). Sundsvalls museum ansvarar för friluftsmuseet.

## Hantverks- och sjöfartsmuseum
Hantverks- och sjöfartsmuseets byggnad uppfördes 1942-44. Här ställer hembygdsföreningen Medelpads Fornminnesförening bland annat ut en uppstoppad skvader, samt utställningar om Sundsvalls varvsindustri och sjöfart, hantverksyrken (musikinstrumenttillverkning, klockgjuteri, kopparslageri och urmakeri), Medelpads samer, samt jaktvapen från olika tidsepoker. Här finns målningar av fartyg som haft Sundsvall som hemort och varit reguljära gäster i hamnen. Skvaderboden har hämtat butiksinredning från G. Svenssons Diversehandel på Västermalm i Sundsvall, daterad till 1920-tal.

## Servering
Café Gesällen - i det gamla gesällhärbärget.
Restaurang Grankotten - en restaurang uppförd 1901, med utsikt över Sundsvall.

## Boende
Vandrarhemmet Gaffelbyn, som drivs av Sundsvalls Vandrarhem AB, finns på området.

## Historik
Medelpads fornminnesförening grundades 1906 på initiativ av prof. Anders Wide (1854 - 1938), född i Sundsvall men verksam i Uppsala inom området medicinsk ortopedi. Han var dock intresserad den tidens fornminnesrörelse och bekant med Skansens och Nordiska museets skapare Artur Hazelius. Skansen kom därför att utgöra förebild för Medelpads fornhem på Norra Stadsberget. Marken för fornhemmet uppläts av en Stadsparksförening som bildats något tidigare. Denna förening kom dock aldrig att ha någon egen verksamhet.  Fornhemmets första intendent åren 1907-1932 var författaren Olof Högberg (1855-1932), som kallar sin Sundsvallbaserade stad Gaffelby i romansviten Från Norrlands sista halvsekel: Fribytare, Baggbölingar och Utbölingar. Medelpads fornminnesförening överlät ansvaret på driften av fornhemmet år 2001 till Sundsvalls kommun. Detta ledde till att Kommunen skapade "Ideella föreningen Norra berget" för en samordnande och drivande funktion för verksamheten på Norra berget (den folkliga benämningen på Norra Stadsberget). Ideella föreningen Norra berget återupptog inofficiellt begreppet Stadspark för området. 2010 lämnade dock Sundsvalls kommun "Ideella föreningen Norra berget" och uppdrog åt Kultur- och Fritidsnämnden att via Sundsvalls museum skapa och driva friluftsmuseet Norra berget. Först på Norra Stadsberget var dock Medelpads turistförening som byggde ett utsiktstorn och en liten servering på dess topp mot staden 1897.

## Bildgalleri

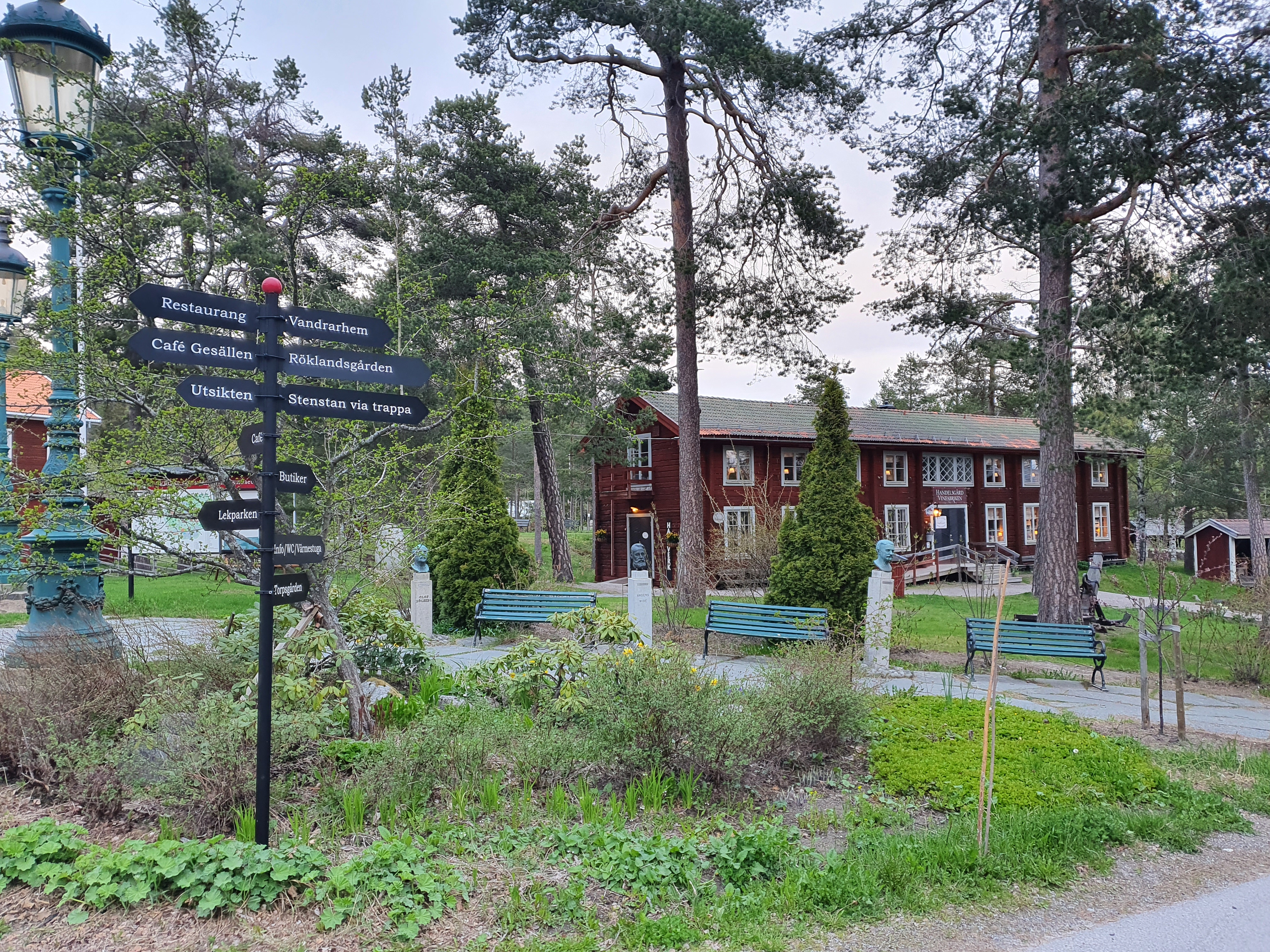
Entré
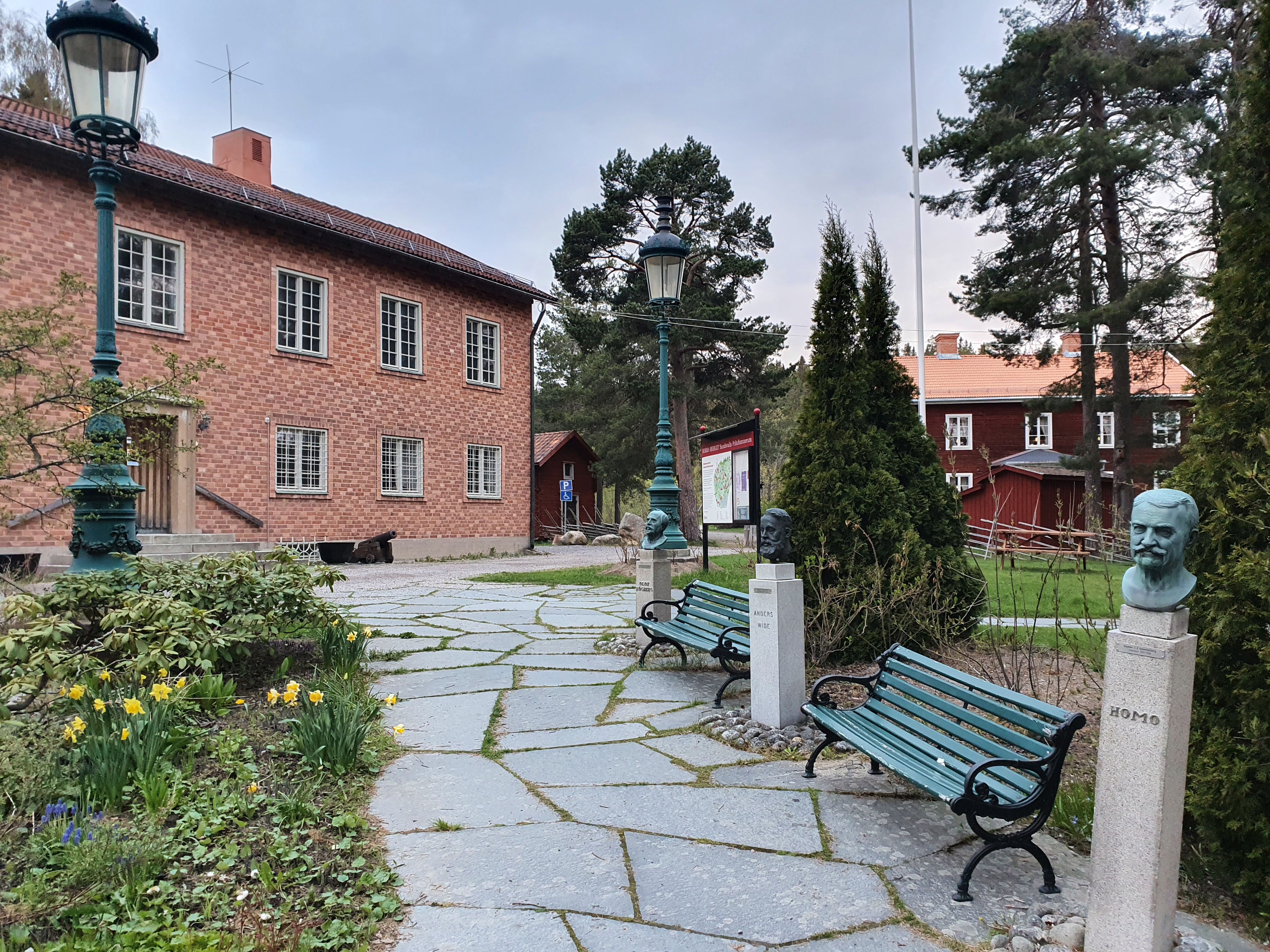
Centrum
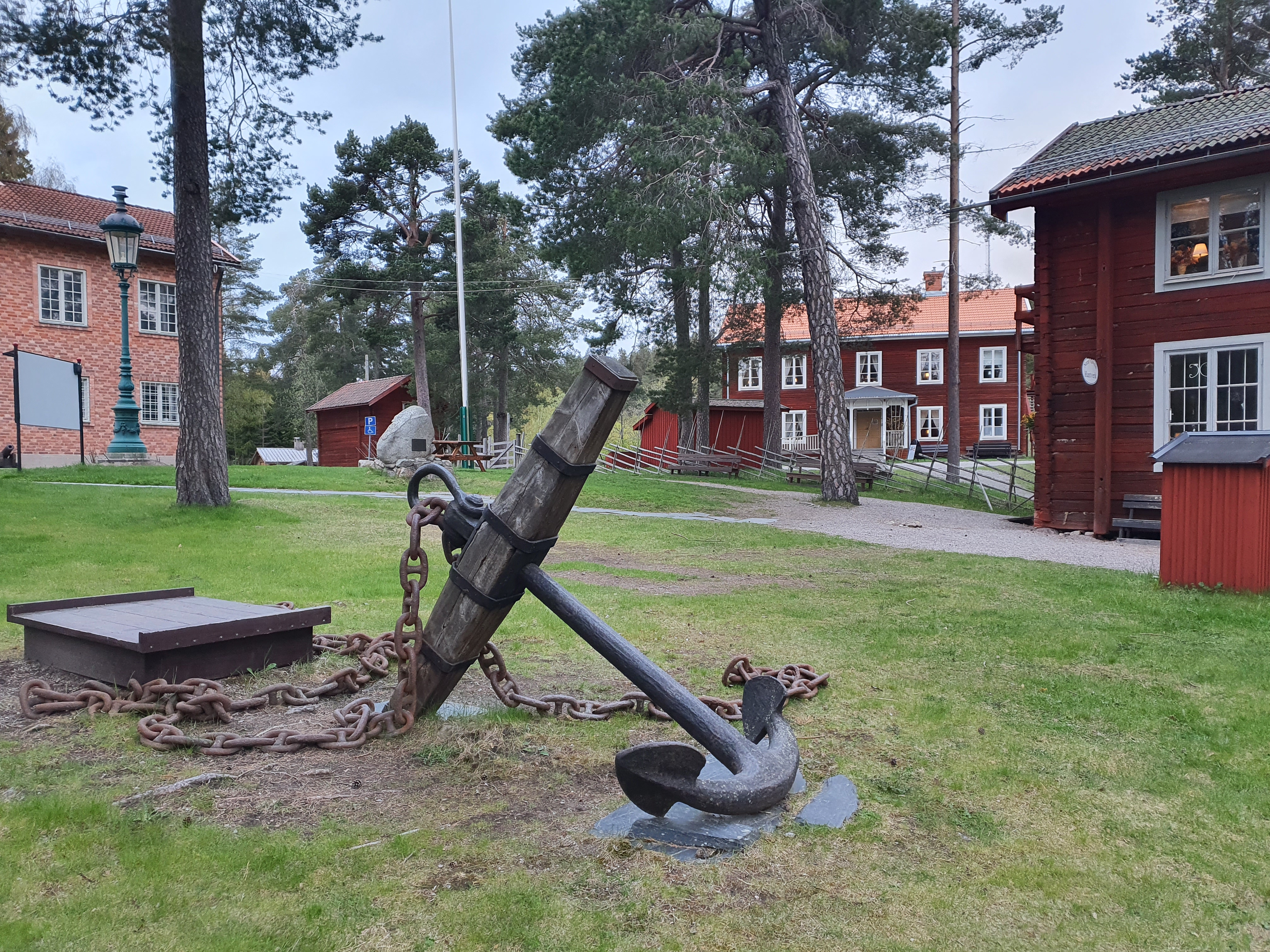
Ankare
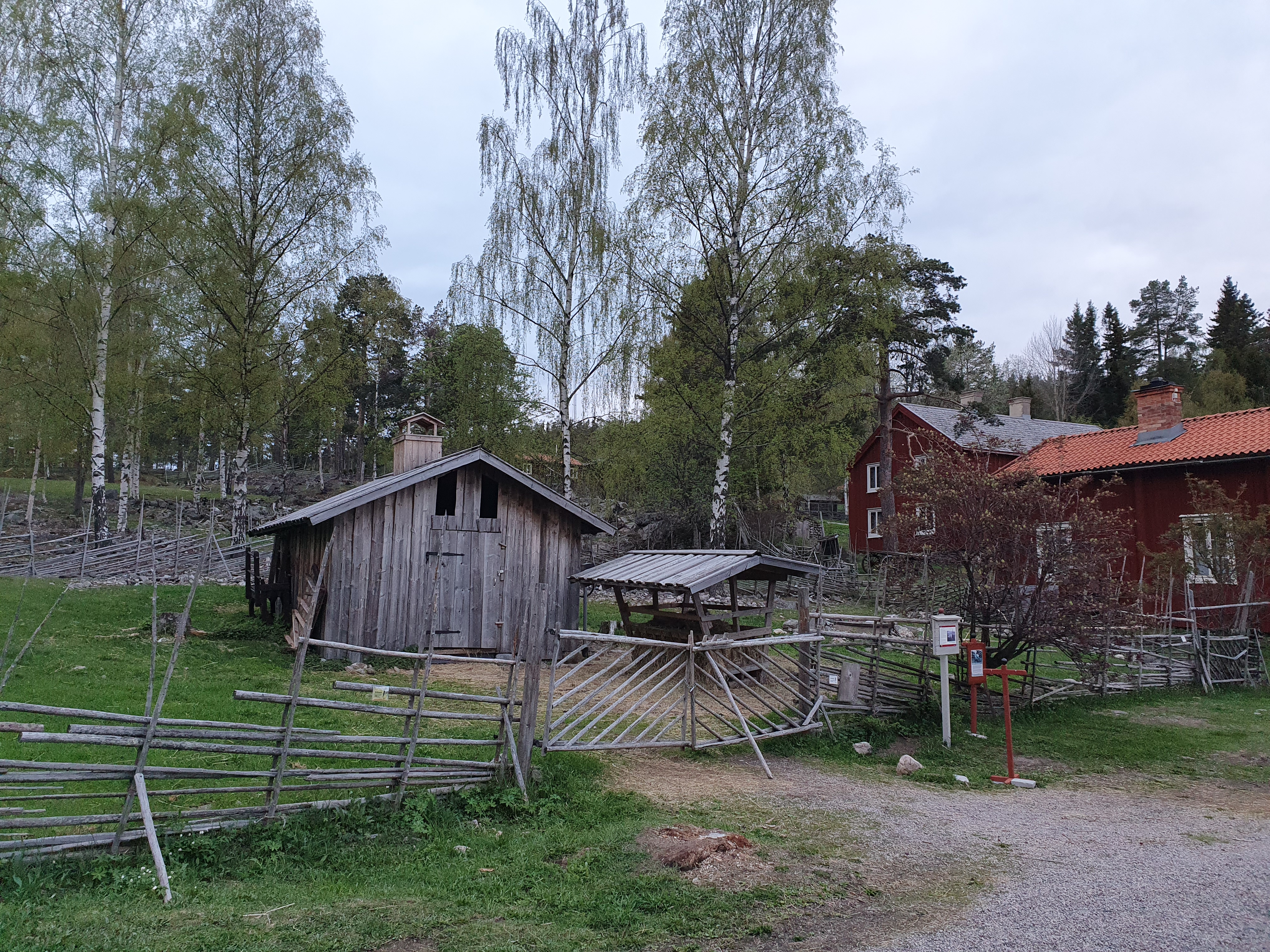
Fårhage
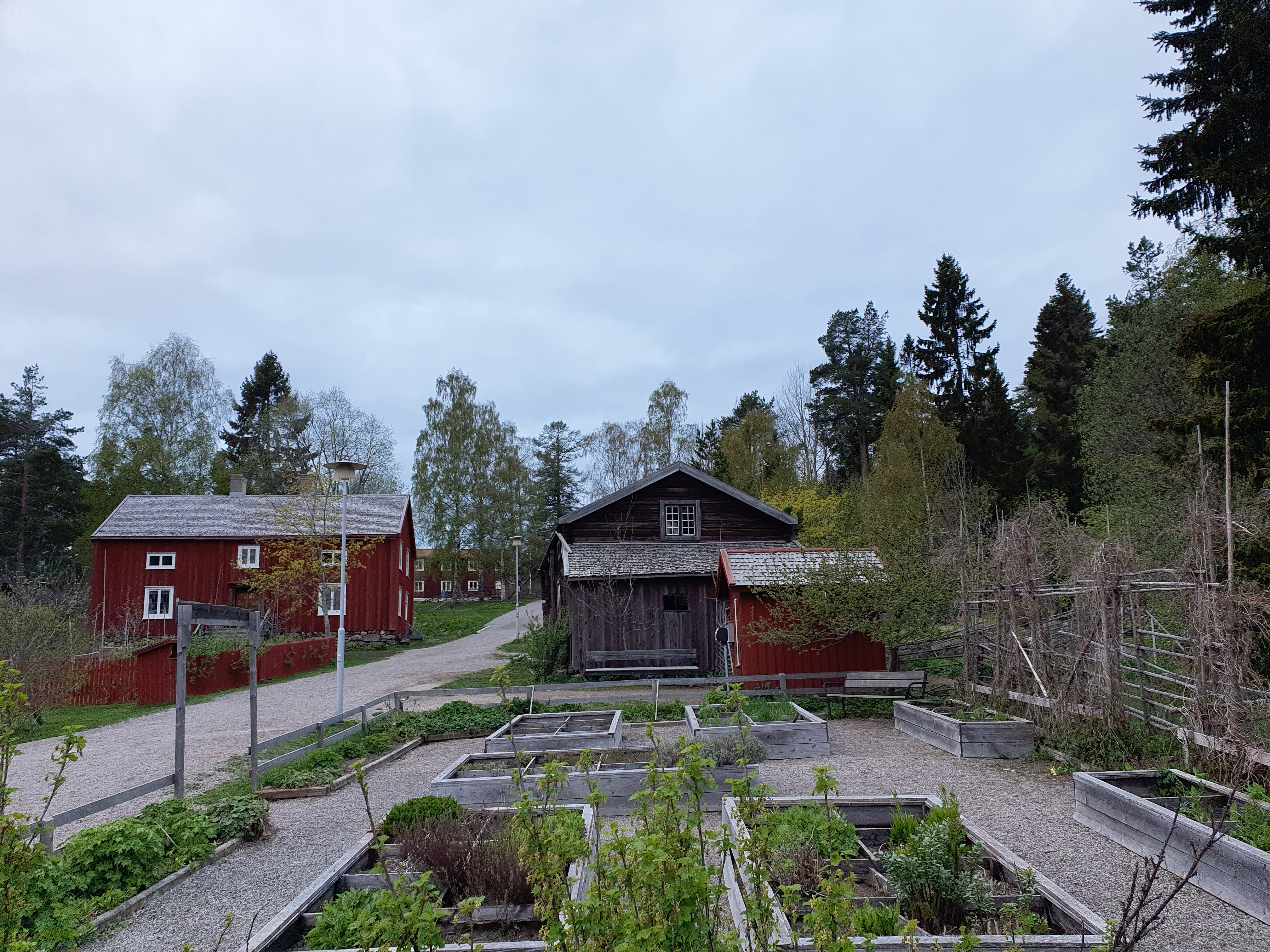
Kryddgården
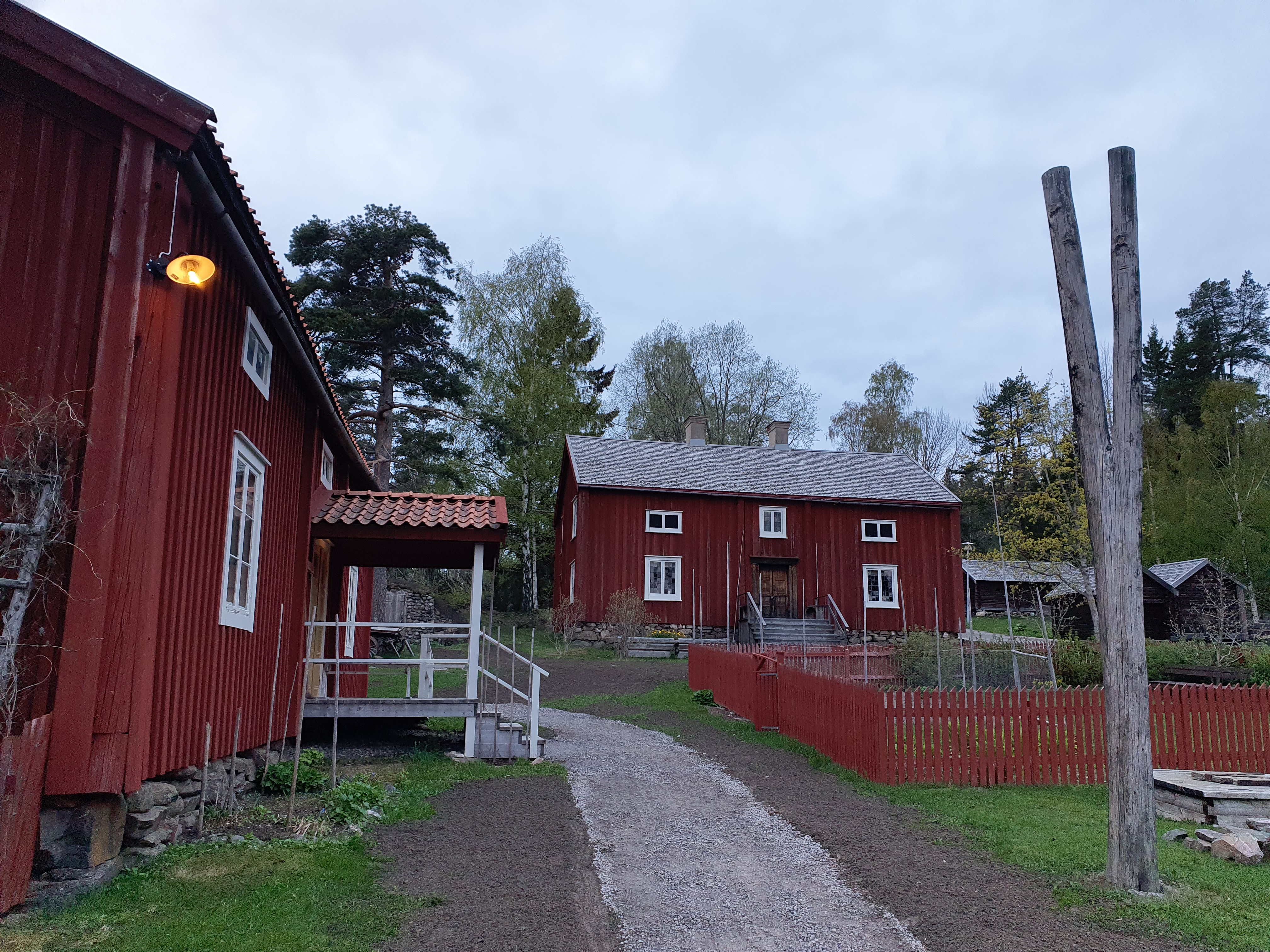
Parken
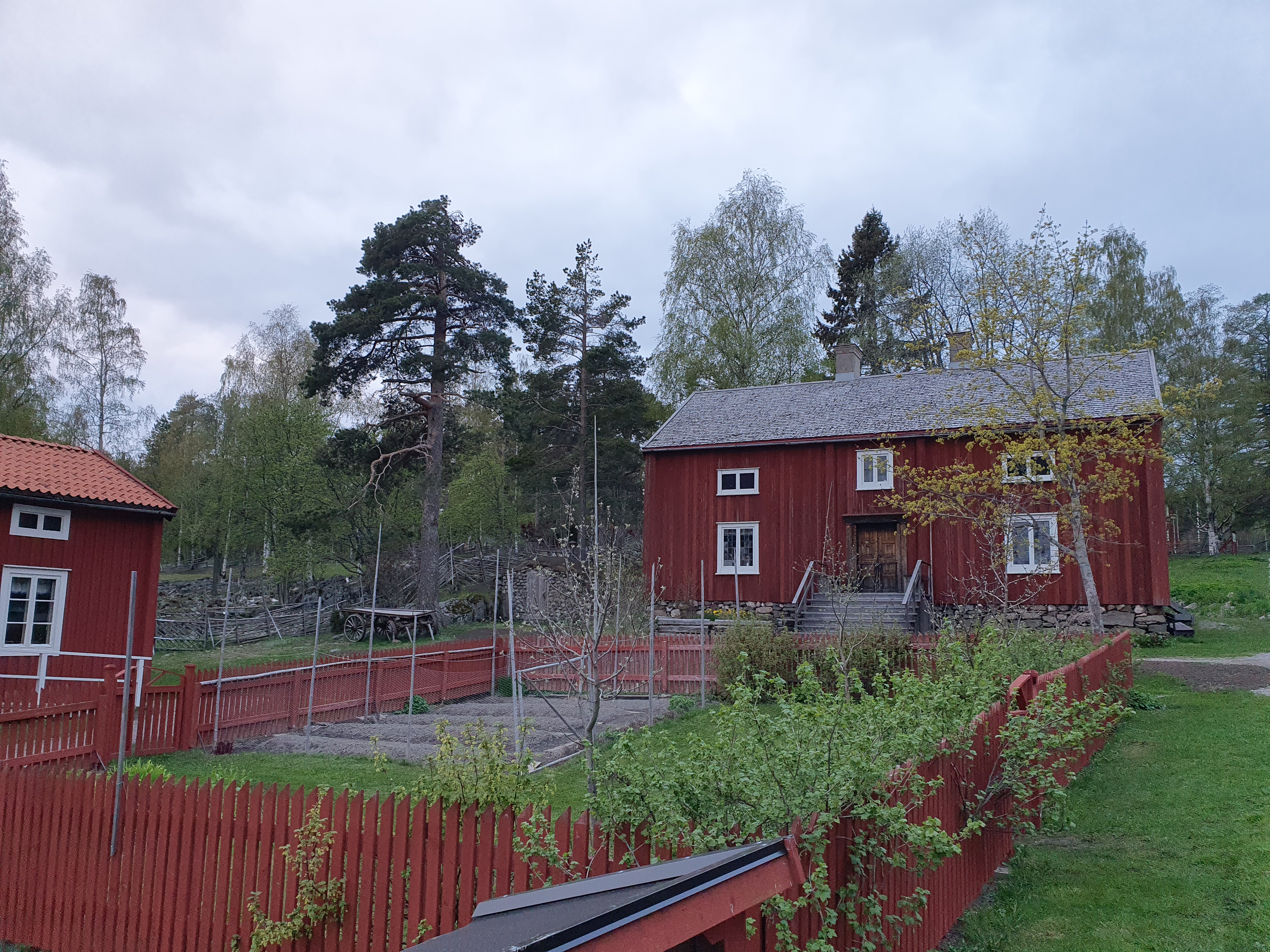
Parken
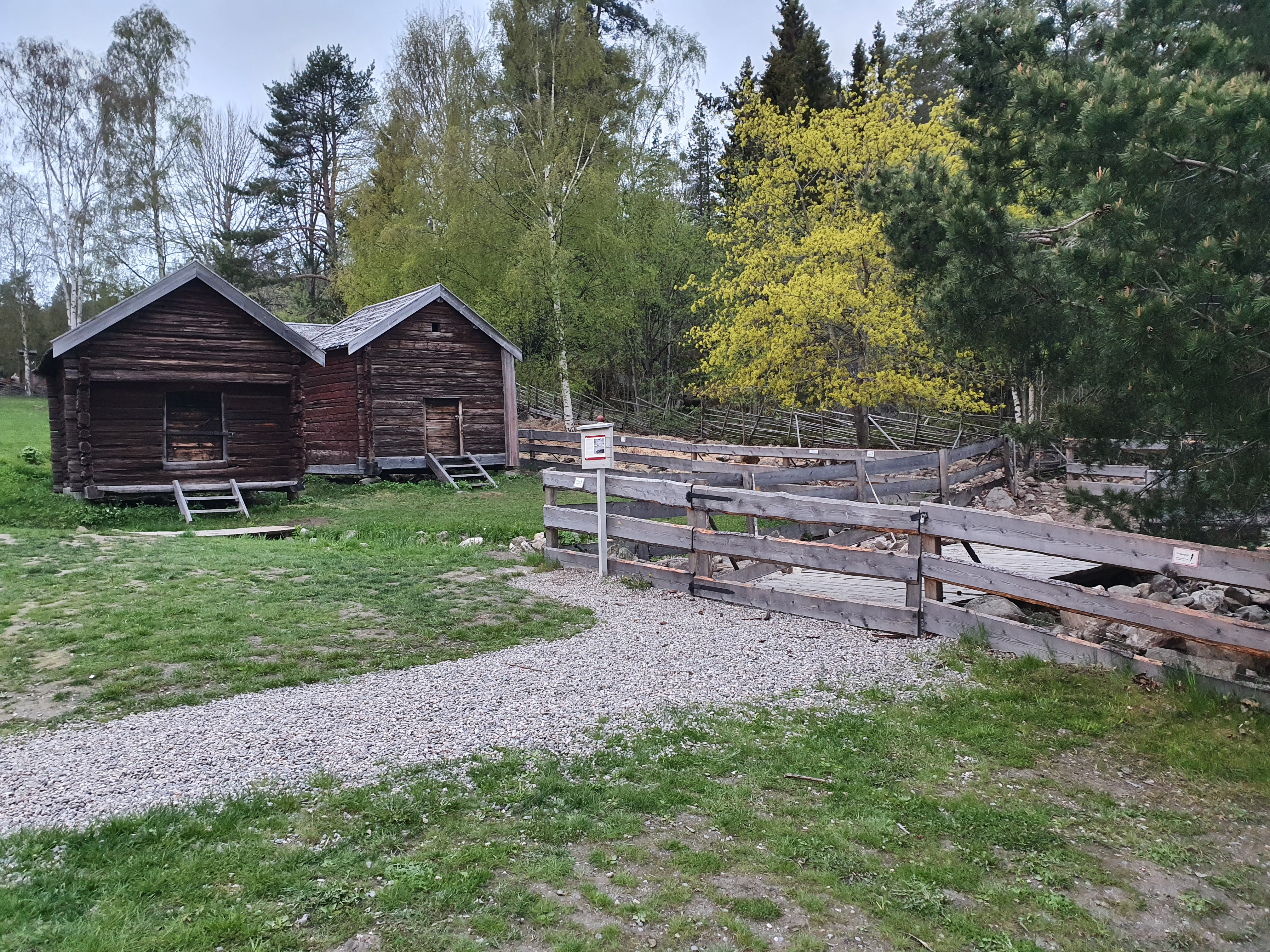
Timmerhus
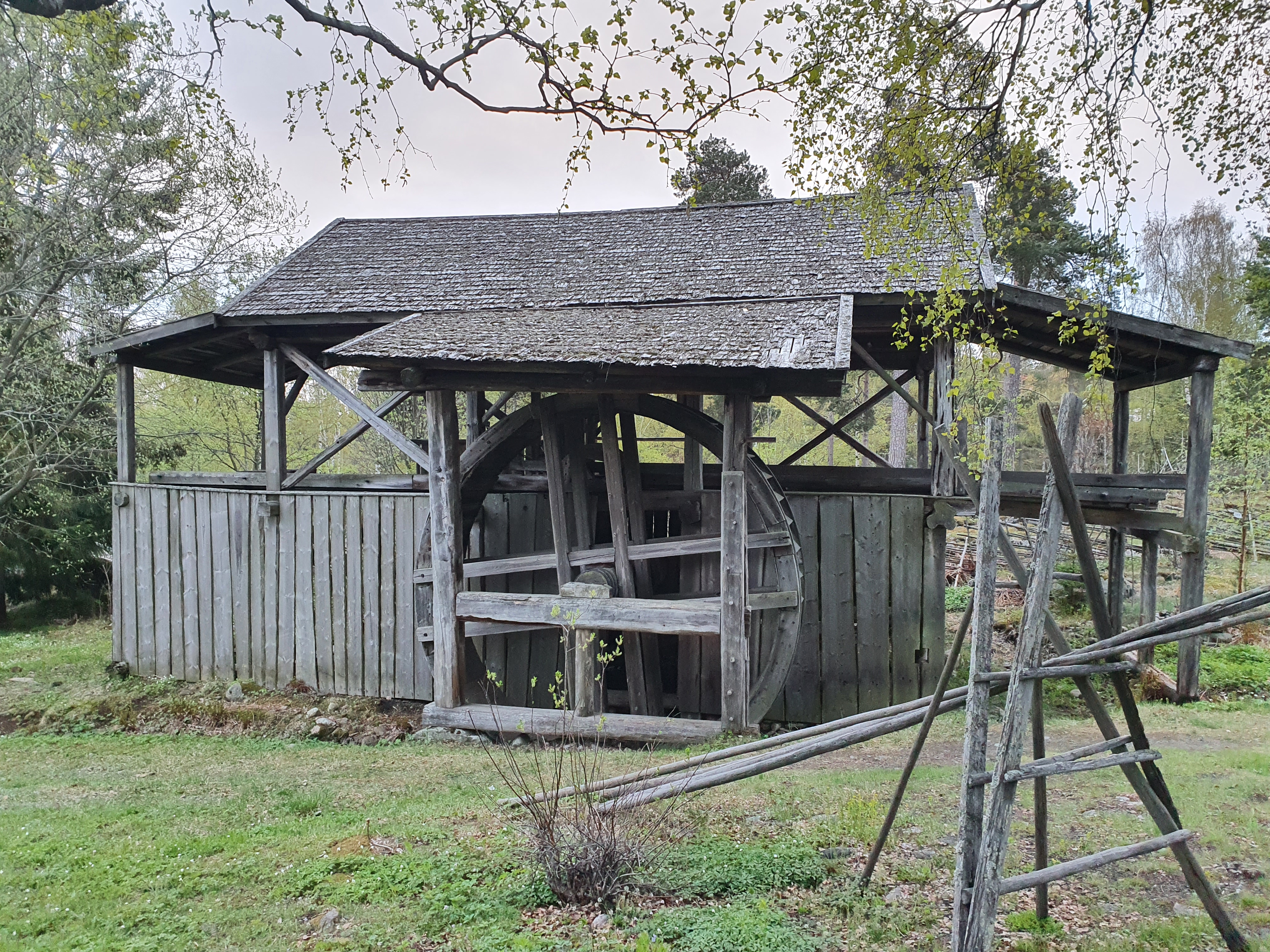
Kraftverk
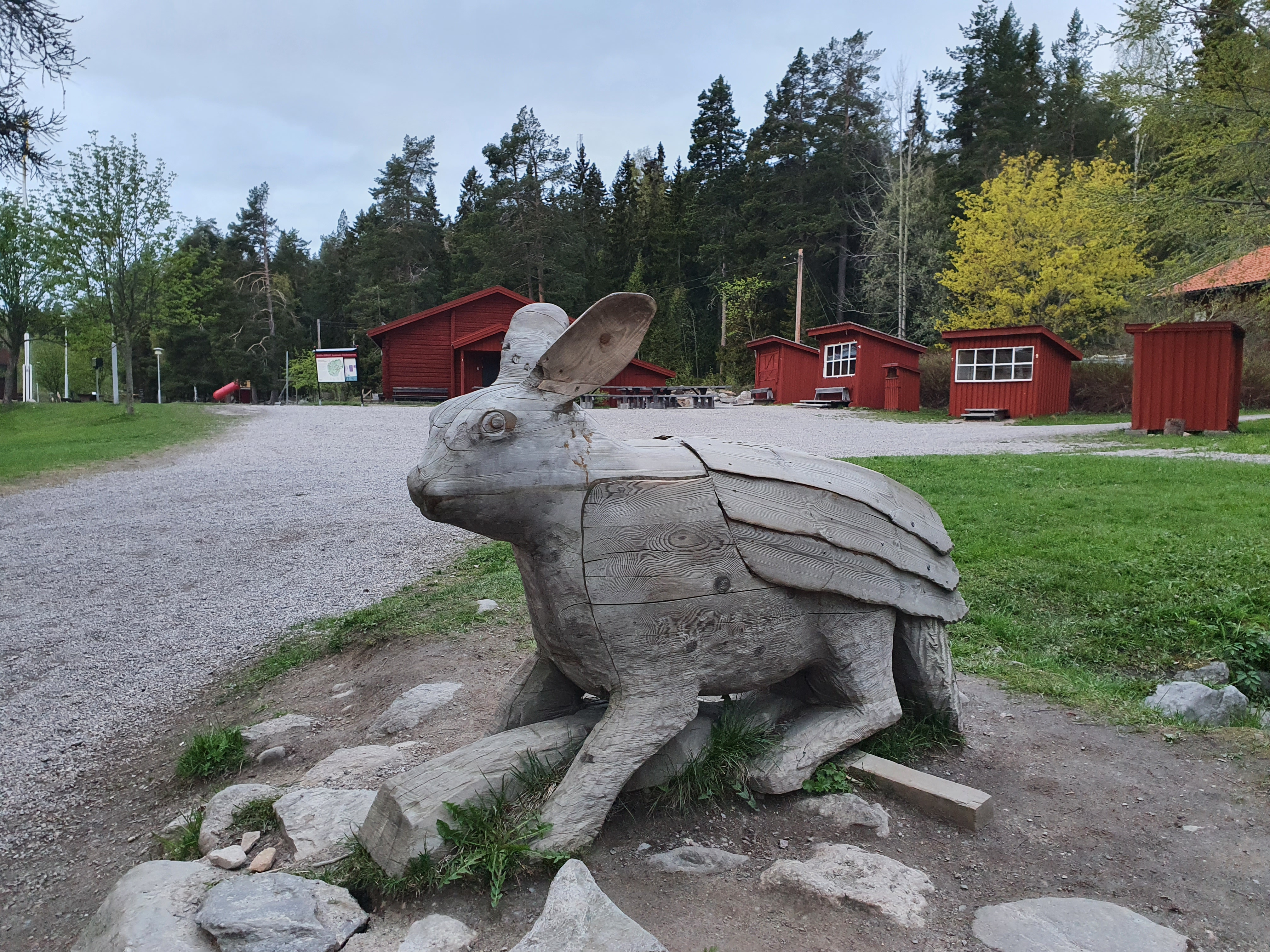
Skulptur av en skvader
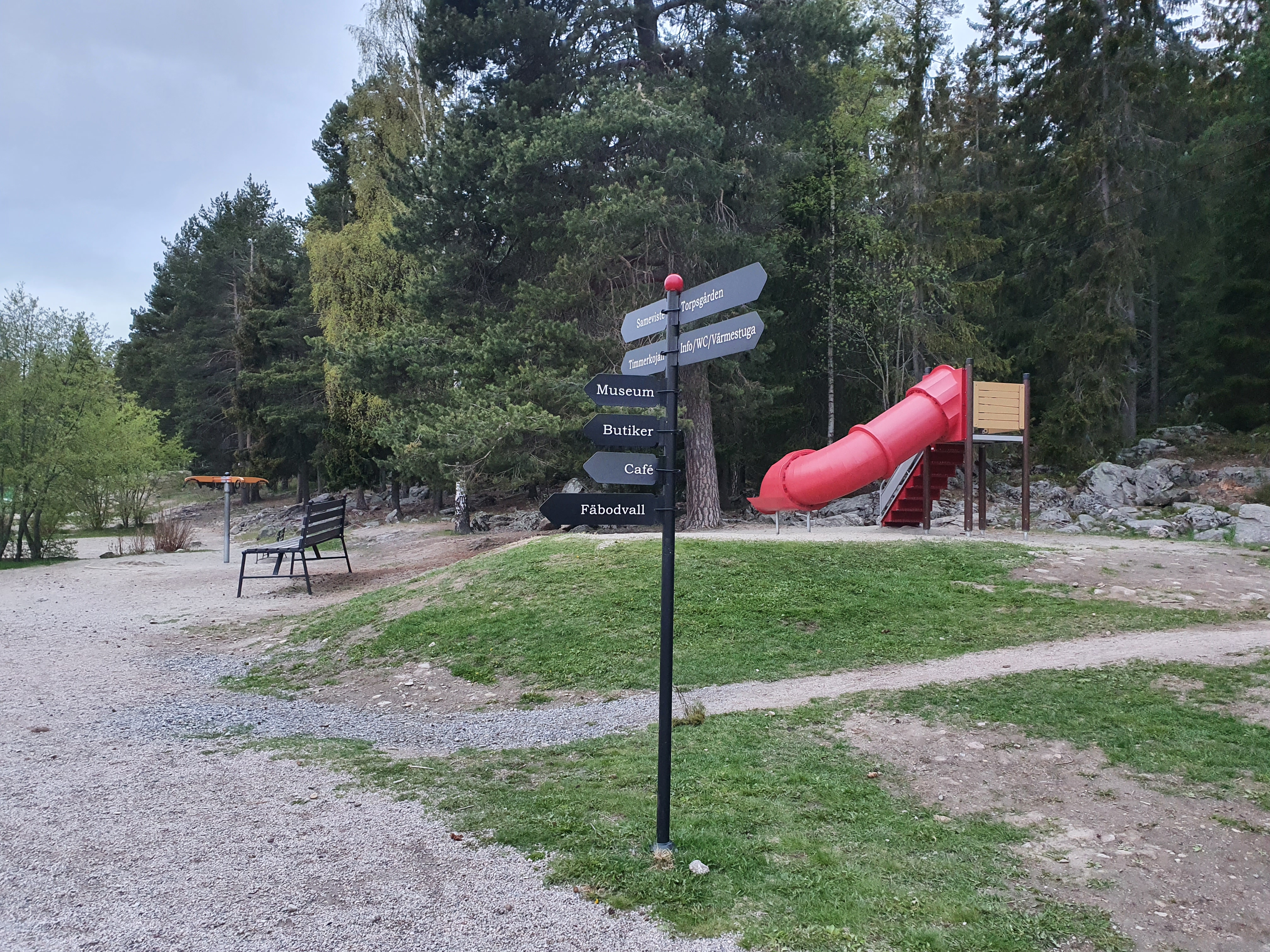
Lekplatsen
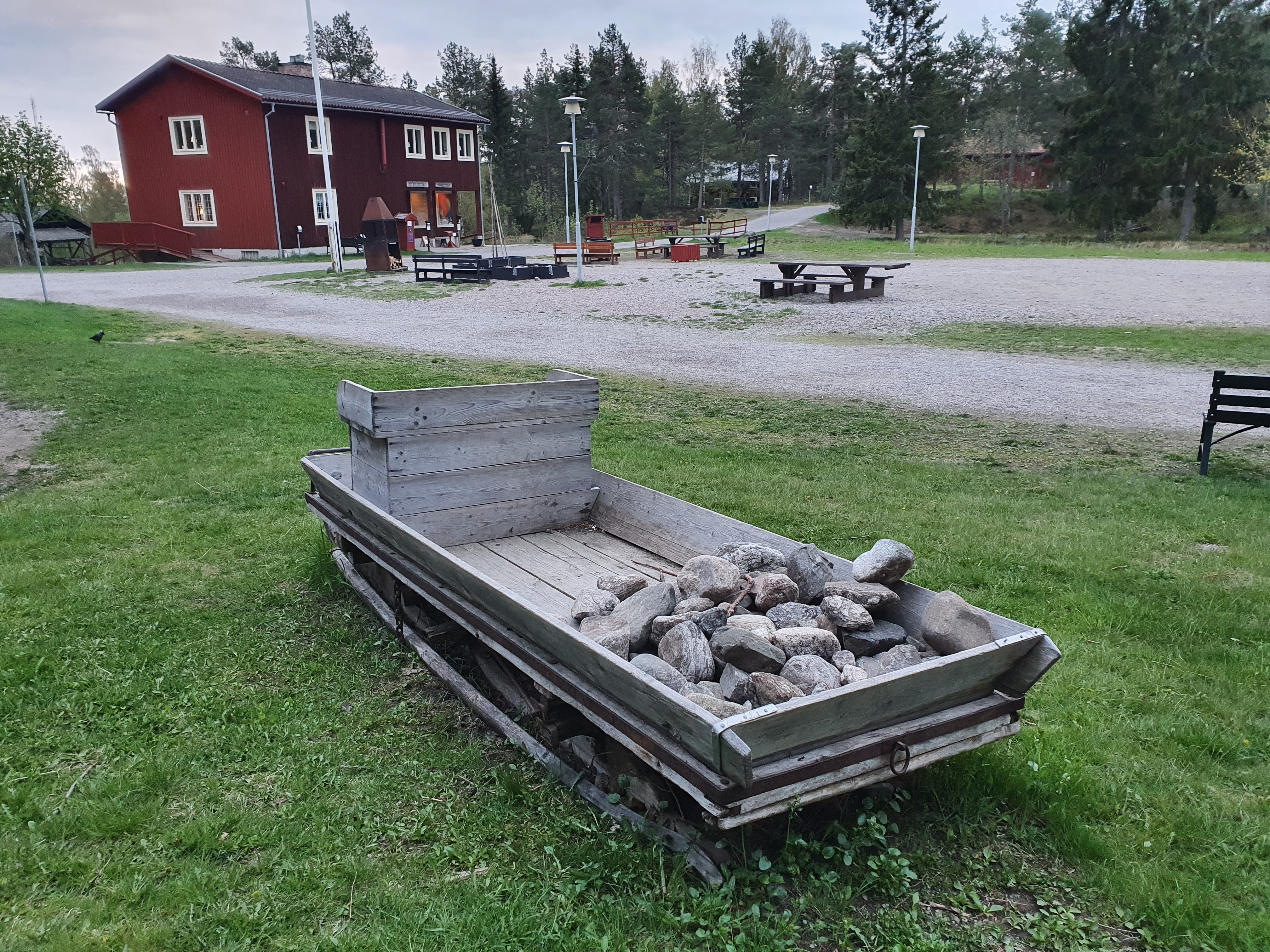
Bakom lekplatsen
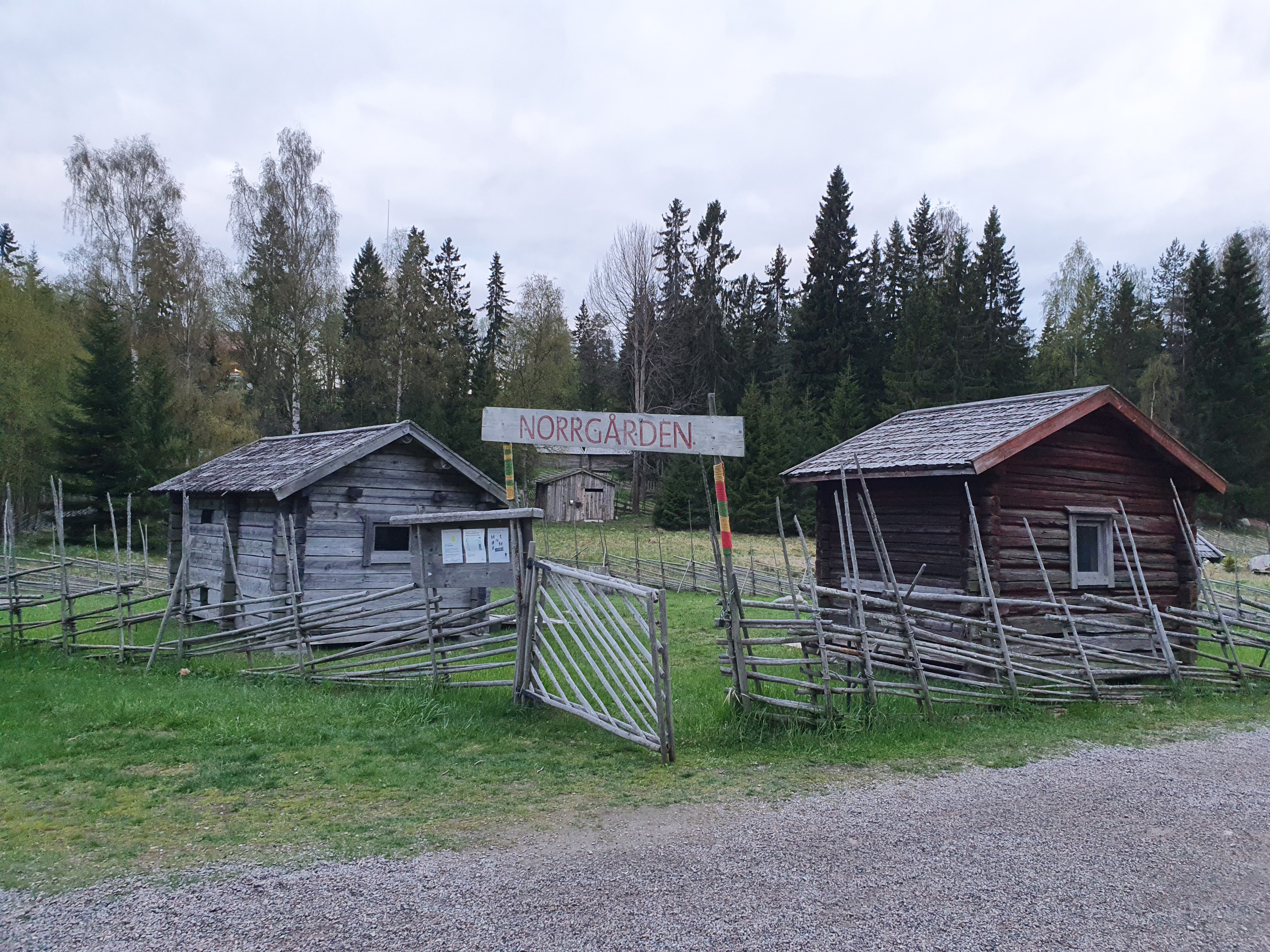
Entré till Norrgården
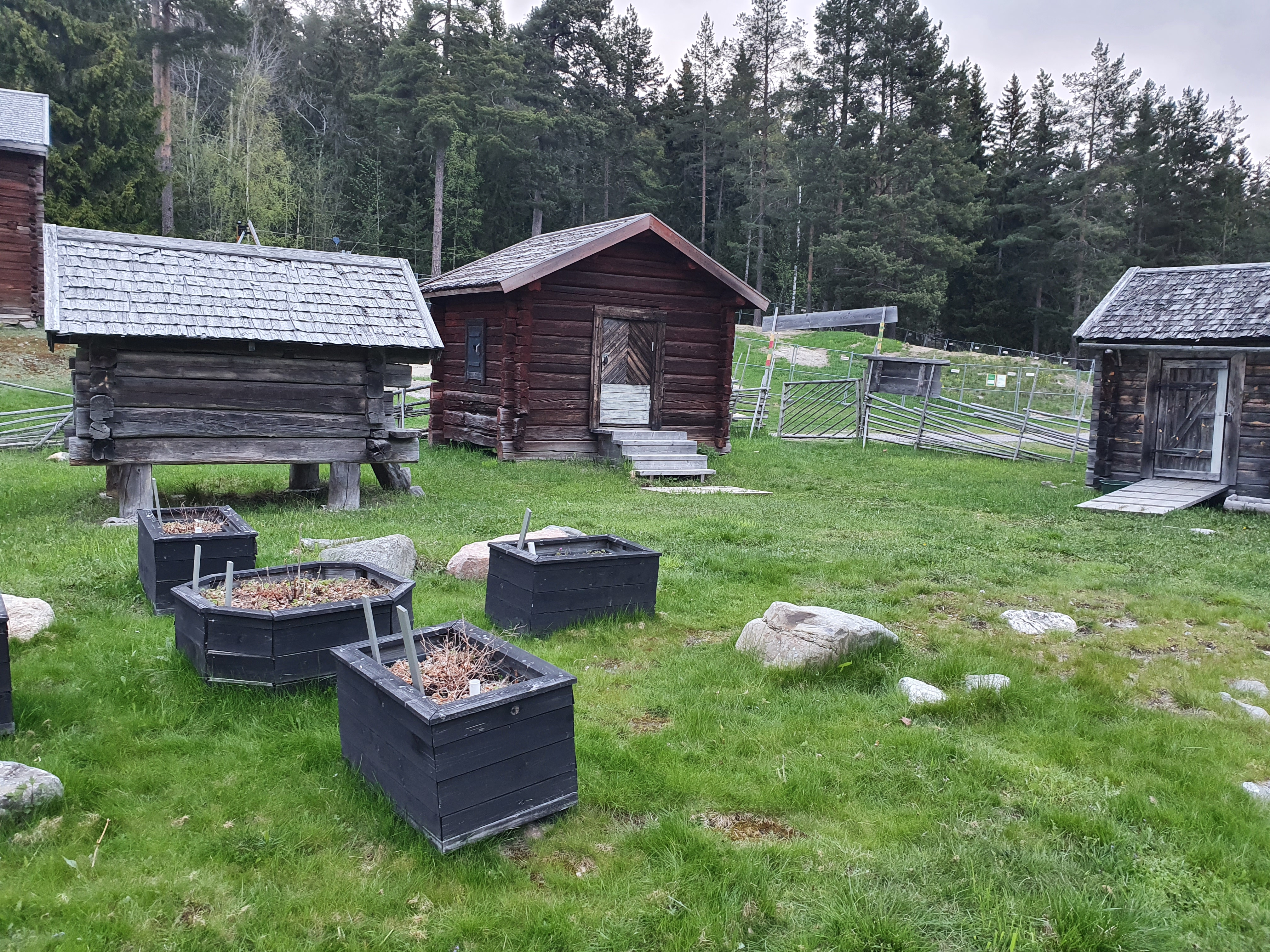
Norrgården